# Philodendron stenophyllum
Philodendron stenophyllum är en kallaväxtart som beskrevs av Kurt Krause. Philodendron stenophyllum ingår i släktet Philodendron och familjen kallaväxter.
Artens utbredningsområde är Peru. Inga underarter finns listade.